# Musca de casă
Musca de casă sau musca comună (științific: Musca domestica) este o specie de muște din familia Muscidae, subordinul Cyclorrhapha, ordinul Diptera. Este una dintre cele mai răspândite specii de muscă, reprezentând un total de 91% din totalul muștelor care intră în casele oamenilor. De asemenea, musca de casă este una dintre cele mai răspândite insecte pe glob, fiind găsită aproape oriunde. Este considerată vector pentru că transmite o multitudine de boli.

## Descriere (morfologie)

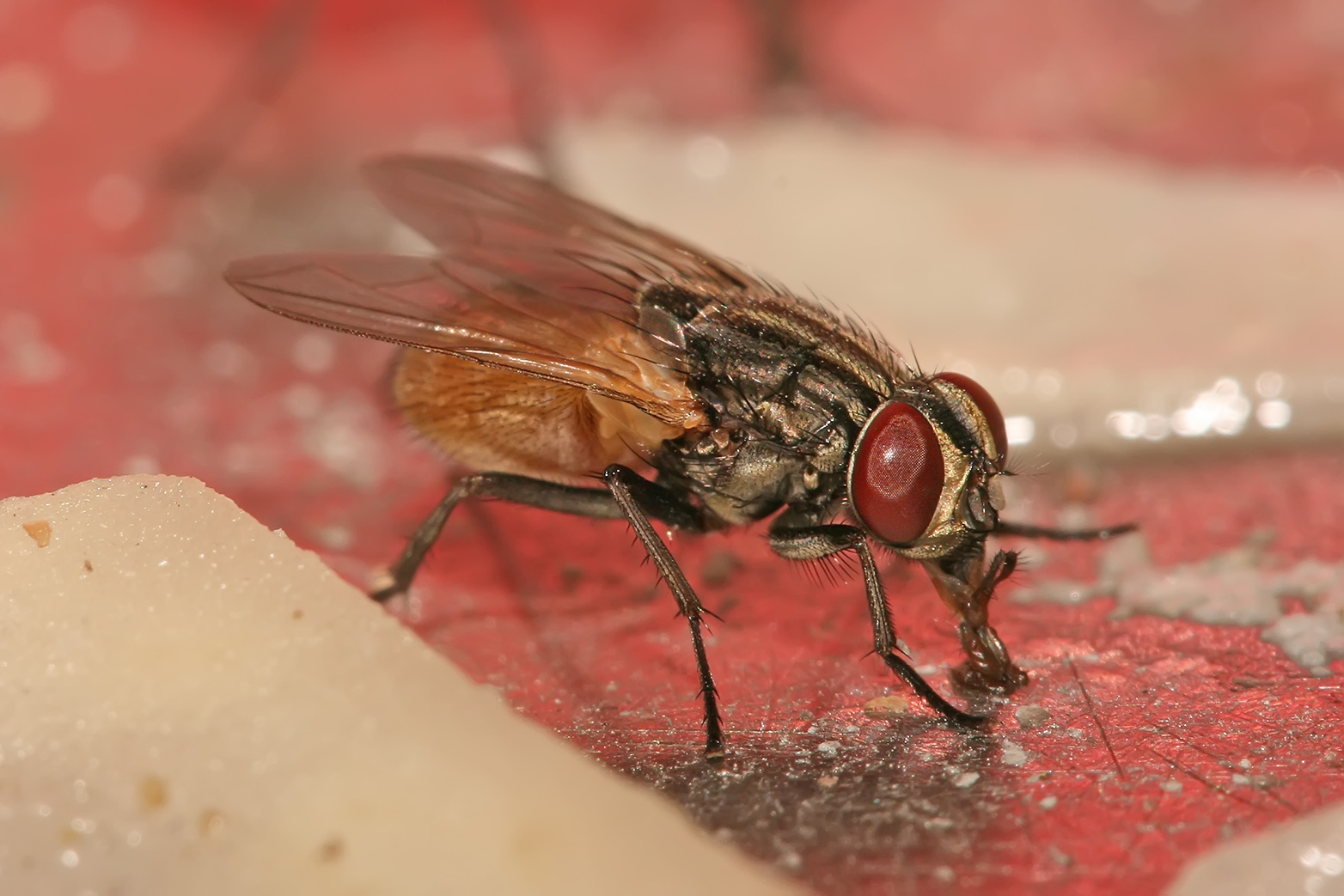

Lungimea adulților atinge 8–12 mm. Toracele are o culoare gri, cu patru linii negre longitudinale ca semne distinctive. Tot corpul este acoperit de peri, unii de dimensiuni mici extrem de numeroși (microcheți) și alții mai mari, mai puțin numeroși și cu localizări precise (macrocheți). Femelele sunt puțin mai mari decât masculii și au spațiul dintre cei doi ochi roșii compuși, banda frontală mediană, mai lată. Masa pupelor poate atinge între 8 și 20 mg, asta depinzând de unele condiții. 

## Clasificare dupăITIS
| Regn     | Subregn   | Infraregn   | Superîncrengătură | Încrengătură | Subîncrengătură | Clasă   | Subclasă  | Infraclasă | Ordin   | Infraordin | Familie  | Subfamilie | Trib    | Gen   | Specie                         | Subspecie                                |
| 1        | 2         | 3           | 4                 | 5            | 6               | 7       | 8         | 9          | 10      | 11         | 12       | 13         | 14      | 15    | 16                             | 17                                       |
| Animalia | Bilateria | Protostomia | Ecdysozoa         | Artropoda    | Hexapoda        | Insecta | Pterygota | Neoptera   | Diptera | Brachycera | Muscidae | Muscinae   | Muscini | Musca | Musca domestica Linnaeus, 1758 | Musca domestica domestica Linnaeus, 1758 |
| Animalia | Bilateria | Protostomia | Ecdysozoa         | Artropoda    | Hexapoda        | Insecta | Pterygota | Neoptera   | Diptera | Brachycera | Muscidae | Muscinae   | Muscini | Musca | Musca domestica Linnaeus, 1758 | Musca domestica vicina Macquart          |
| -------- | --------- | ----------- | ----------------- | ------------ | --------------- | ------- | --------- | ---------- | ------- | ---------- | -------- | ---------- | ------- | ----- | ------------------------------ | ---------------------------------------- |

## Legături externe
- house fly on the UF / IFAS Featured Creatures Web site
- Pictorial presentation of life-cycle Arhivat în 22 septembrie 2008, la Wayback Machine.
- The House Fly and How to Suppress It, by L. O. Howard and F. C. Bishopp. U. S. Department
- Stockbridge, Frank Parker (1912). „How To Get Rid Of Flies: The Way They "Swat" Them In Topeka And Order Out The Boy Scouts To Slaughter Them”. The World's Work: A History of Our Time. XXIII: 692–701. Accesat în 10 iulie 2009.
- Walter Hines Page (1912). „How To Make A Flyless Town”. The World's Work: A History of Our Time. XXIV: 176–179. Accesat în 10 iulie 2009.